# Pavonia psilophylla
Pavonia psilophylla är en malvaväxtart som beskrevs av Erik Leonard Ekman. Pavonia psilophylla ingår i släktet påfågelsmalvor, och familjen malvaväxter. Inga underarter finns listade i Catalogue of Life.